# NGC 4491
NGC 4491 (другие обозначения — UGC 7657, MCG 2-32-107, ZWG 70.140, VCC 1326, IRAS12284+1145, PGC 41376) — спиральная галактика с перемычкой (SBa), находящаяся на расстоянии в 55 миллионов световых лет (около 17 млн. парсек) от Земли в созвездии Дева. Открыта Уильямом Гершелем 15 марта 1784 года.
Этот объект входит в число перечисленных в оригинальной редакции «Нового общего каталога».